# Wilhelm Lochner
Wilhelm Lochner (* 24. Juli 1922 in Herne; † 23. April 1979 in Düsseldorf) war ein deutscher Physiologe und Rektor der Heinrich-Heine-Universität Düsseldorf.

## Leben
Wilhelm Lochner wurde als Sohn des Kaufmanns Wilhelm Lochner (1892–1967) und dessen Ehefrau Ottilie Ciecierski (1892–1963) geboren. 1952 heiratete er in Suderburg in Niedersachsen die Pfarrerstochter Hilde Franck (1921–2015), mit der er einen Sohn und eine Tochter hatte.
Er absolvierte an der Georg-August-Universität Göttingen ein Studium der Medizin und wurde 1949 in Würzburg mit der Dissertation „Embryonale Organe und Blutfüllungszustand“ zum Dr. med. promoviert. Es folgte eine Tätigkeit als Assistent Wolfgang Schoedels im Max-Planck-Institut für experimentelle Medizin, wo er sich im Fach Physiologie weiterbildete. 1953/1954 war er Gastassistent an der Universität von Pennsylvania und habilitierte sich 1956 an der Göttinger Universität für Physiologie.
1960 wurde er außerordentlicher Professor und Leiter des neu gebildeten Instituts für Physiologie an der Medizinischen Akademie Düsseldorf. 1962 zum ordentlichen Professor ernannt, wurde er 1966/1967 erster Dekan der Medizinischen Fakultät der neuen Universität Düsseldorf. Das Institut für Physiologie verfolgte unter seiner Leitung Untersuchungen über Herzstoffwechsel, Koronardurchblutung sowie Herzdynamik. Dabei ergänzten sich die Experimente am narkotisierten Hund und am isolierten Kleintierherzen gegenseitig. Mit seinen Forschungen und Experimenten erlangte er weltweite Anerkennung.
Von 1972 bis 1974 war er Rektor der Universität Düsseldorf und in den Jahren 1974/1976 deren Prorektor.
Die klinische Medizin verdankt ihm wichtige Erkenntnisse über die Pathophysiologie koronarer Durchblutungsstörungen (samt einer hieraus entwickelten antianginösen Therapie) sowie über die Wirkungsmechanismen der verschiedenen Cardiaca überhaupt. Er schuf Methoden zur Messung des Herzminutenvolumens, der Sauerstoffsättigung im Blut und der Hämoglobinkonzentration und beschäftigte sich mit dem Eigenstoffwechsel und der Durchblutung des Lungengewebes. In den letzten Jahren befasste er sich mit der Kollateralzirkulation des Herzens, dem venösen Rückstrom und dem kapazitiven System. Zuletzt wandte sich Lochner mit seinen Mitarbeitern des Instituts auch der Entwicklung eines künstlichen Teilherzens zu.
Seit 1969 war er Sprecher des Sonderforschungsbereichs Kardiologie an der Universität Düsseldorf.

## Ehrungen und Auszeichnungen
- 1961: Mitglied der Max-Planck-Gesellschaft
- 1969: Arthur-Weber-Preis
- 1973: Ehrendoktorwürde der Universität Nantes

## Schriften (Auswahl)
über 180 Veröffentlichungen
- 1948: Embryonale Organe und Blutfüllungszustand. Dissertation. (Medizinische Fakultät der Universität Würzburg, 1949).
- 1950: Blutfüllung des kleinen Kreislaufs und Herzminutenvolumens
- 1957: Zur Physiologie des kleinen Kreislaufs
- 1957: Stoffwechselvorgänge in der Lunge (= Beiträge zur Silikose-Forschung. Band 49). Silikose-Forschungsinstitut der Bergbau-Berufsgenossenschaft, Bochum.
- 1959: Physiologie und Pathophysiologie der Sauerstoffversorgung des Herzens
- 1959: mit H. Bartels und K. Riegel: Über den Glucose-, Milchsäure- und Brenztraubensäureumsatz des isolierten, von einem Spenderhund durchbluteten Lungenlappens (= Beiträge zur Silikose-Forschung. Band 60). Silikose-Forschungsinstitut der Bergbau-Berufsgenossenschaft, Bochum.
- 1961: Ein Photometer zur fortlaufaufenden Messung von Farbstoff-Konzentrationskurven im strömenden Blut
- 1961: Bestimmung des Herzzeitvolumens mittels Verdünnungs- u. Injektionsmethoden
- 1973: Künstliche Organe in Intensivmedizin Nr. 10/1973
- 1977: Pathophysiologische Probleme der Coronarinsuffizienz
- 1979: Molsidomin, Neue Aspekte in der Therapie der ischämischen Herzerkrankung